# Pseudogymnoascus
Pseudogymnoascus Raillo – rodzaj grzybów z typu workowców (Ascomycota).

## Charakterystyka
Do rodzaju Pseudogymnoascus należą dość zróżnicowane gatunki szeroko rozpowszechnione w różnych zimnych regionach Ziemi. Występują na wszystkich kontynentach, niektóre gatunki nawet na Antarktydzie. Nasza obecna wiedza na temat tego rodzaju jest dość ograniczona. Wspólnymi cechami gatunków należących do tego rodzaju jest zdolność do wytwarzania aleurokonidiów i/lub artrokonidiów, oraz optymalna temperatura wzrostu wynosząca około 15 °C. Jeśli chodzi o struktury płciowe, kilka gatunków Pseudogymnoascus wytwarza askokarpy, jednak inne gatunki, szczególnie te przeniesione z Geomyces i Sporotrichum, nie wytwarzają askokarpów.
Liczne gatunki to kriofile, pozostałe to gatunki tolerujące niskie temperatury. Wiele gatunków to grzyby saprotroficzne, ale są też grzyby pasożytnicze, np. Pseudogymnoascus destructans, który u nietoperzy powoduje śmiertelną grzybicę o nazwie zespół białego nosa.

## Systematyka i nazewnictwo
Pozycja w klasyfikacji według Index Fungorum
Pseudeurotiaceae, Thelebolales, Leotiomycetidae, Leotiomycetes, Pezizomycotina, Ascomycota, Fungi.
Takson utworzył A.I. Raillo w 1929 r.
Niektóre gatunki:
- Pseudogymnoascus alpinus E. Müll. & Arx 1982
- Pseudogymnoascus destructans (Blehert & Gargas) Minnis & D.L. Lindner 2013
- Pseudogymnoascus verrucocus A.V. Rice & Currah 2006

Nazwy naukowe na podstawie Index Fungorum.